# 川島大地
川島大地（かわしま だいち、1986年11月21日 - ）は、茨城県鹿嶋市出身の元サッカー選手。ポジションはミッドフィールダー。

## 経歴
小学2年次に1歳年長の兄と共に茨城県内の少年サッカークラブである波野サッカースポーツ少年団に入団し、全日本少年サッカー大会の茨城県大会などに出場した。小学生時代はゴールキーパー以外の全てのポジションを経験したと自ら語っている。鹿嶋市立鹿島中学校を経て茨城県立鹿島高等学校に進学し校内のサッカー部でプレーした。中学生時代に現在の主要ポジションである左サイドでプレーするようになった。中学生時代・高校生時代とに茨城県選抜チームに選抜され、高校時代には国民体育大会関東地区ブロック大会に出場した。高校卒業時にJリーグのクラブからオファーを受けた が、オファーを断って東海大学に進学した。
東海大学ではサッカー部に所属して関東大学サッカーリーグ (1部･2部の双方のディヴィジョンにて) でプレーした他、2008年には関東大学オープニングフェスティバルに出場する選抜チーム (Bチーム) に選出された。同年左膝前十字靭帯断裂の重傷を負って3月に手術を受けたため、関東大学リーグの序盤は試合に出場することはなかったが、10月下旬から復帰した。同年11月に鹿島アントラーズから正式に獲得のオファーを受け、他クラブとの競合の末 に同クラブへの入団が内定した。
2009年1月にパク・チュホ、宮崎智彦、大迫勇也と共に入団した。同年度はJサテライトリーグのリーグ戦などに出場していたが、10月5日、練習中に左膝前十字靭帯を損傷して全治6ヶ月の診断を受け、同月27日に手術を受けた。
2011年から2年間、モンテディオ山形へ期限付き移籍し、2013年に鹿島アントラーズへ復帰した。
2014年、ギラヴァンツ北九州へ移籍。4月13日の対ジュビロ磐田戦で初先発を勝ち取り、リーグ戦初ゴールを決めた。同試合で右膝前十字靭帯を損傷。戦線を離脱する。
2015年から退団した鈴木修人に代り、選手会長を務めた。同年はリーグ戦34試合に出場、翌年も30試合に出場したが、その後は毎年出場試合数が減り続け、2019年には僅かリーグ戦6試合と天皇杯2試合に留まった。2019年、北九州と契約満了。
2020年4月、現役引退とギラヴァンツ北九州の普及事業課コーチ就任が発表された。

## 所属クラブ
- 波野SSS
- 1999年 - 2001年 鹿嶋市立鹿島中学校
- 2002年 - 2004年 鹿島高等学校
- 2005年 - 2008年 東海大学（東海大学体育会サッカー部）
- 2009年 - 2013年  鹿島アントラーズ
  - 2011年 - 2012年  モンテディオ山形 (期限付き移籍)
- 2014年 - 2019年  ギラヴァンツ北九州

## 個人成績
| 国内大会個人成績 | 国内大会個人成績 | 国内大会個人成績 | 国内大会個人成績 | 国内大会個人成績 | 国内大会個人成績 | 国内大会個人成績 | 国内大会個人成績 | 国内大会個人成績 | 国内大会個人成績 | 国内大会個人成績 | 国内大会個人成績 |
| 年度             | クラブ           | 背番号           | リーグ           | リーグ戦         | リーグ戦         | リーグ杯         | リーグ杯         | オープン杯       | オープン杯       | 期間通算         | 期間通算         |
| 年度             | クラブ           | 背番号           | リーグ           | 出場             | 得点             | 出場             | 得点             | 出場             | 得点             | 出場             | 得点             |
| 日本             | 日本             | 日本             | 日本             | リーグ戦         | リーグ戦         | リーグ杯         | リーグ杯         | 天皇杯           | 天皇杯           | 期間通算         | 期間通算         |
| ---------------- | ---------------- | ---------------- | ---------------- | ---------------- | ---------------- | ---------------- | ---------------- | ---------------- | ---------------- | ---------------- | ---------------- |
| 2009             | 鹿島             | 33               | J1               | 0                | 0                | 0                | 0                | 0                | 0                | 0                | 0                |
| 2010             | 鹿島             | 33               | J1               | 0                | 0                | 0                | 0                | 0                | 0                | 0                | 0                |
| 2011             | 山形             | 21               | J1               | 13               | 0                | 2                | 1                | 0                | 0                | 15               | 1                |
| 2012             | 山形             | 21               | J2               | 2                | 0                | -                | -                | 0                | 0                | 2                | 0                |
| 2013             | 鹿島             | 33               | J1               | 0                | 0                | 0                | 0                | 0                | 0                | 0                | 0                |
| 2014             | 北九州           | 19               | J2               | 4                | 1                | -                | -                | 0                | 0                | 4                | 1                |
| 2015             | 北九州           | 19               | J2               | 34               | 2                | -                | -                | 2                | 0                | 36               | 2                |
| 2016             | 北九州           | 19               | J2               | 30               | 1                | -                | -                | 2                | 0                | 32               | 1                |
| 2017             | 北九州           | 19               | J3               | 15               | 1                | -                | -                | 2                | 0                | 17               | 1                |
| 2018             | 北九州           | 19               | J3               | 11               | 0                | -                | -                | 0                | 0                | 11               | 0                |
| 2019             | 北九州           | 19               | J3               | 6                | 1                | -                | -                | 2                | 0                | 8                | 1                |
| 通算             | 日本             | 日本             | J1               | 13               | 0                | 2                | 1                | 0                | 0                | 15               | 1                |
| 通算             | 日本             | 日本             | J2               | 70               | 4                | -                | -                | 4                | 0                | 74               | 4                |
| 通算             | 日本             | 日本             | J3               | 32               | 2                | -                | -                | 4                | 0                | 36               | 2                |
| 総通算           | 総通算           | 総通算           | 総通算           | 115              | 6                | 2                | 1                | 8                | 0                | 125              | 7                |

| 国際大会個人成績 | 国際大会個人成績 | 国際大会個人成績 | 国際大会個人成績 | 国際大会個人成績 |
| 年度             | クラブ           | 背番号           | 出場             | 得点             |
| AFC              | AFC              | AFC              | ACL              | ACL              |
| ---------------- | ---------------- | ---------------- | ---------------- | ---------------- |
| 2009             | 鹿島             | 33               | 0                | 0                |
| 2010             | 鹿島             | 33               | 0                | 0                |
| 通算             | AFC              | AFC              | 0                | 0                |

- Jリーグ初出場 - 2011年6月11日 J1 第14節 対 鹿島アントラーズ戦 (NDソフトスタジアム山形)
- Jリーグ初得点 - 2014年4月13日 J2 第7節 対 ジュビロ磐田戦 (本城陸上競技場)

## タイトル

### クラブ
東海大学サッカー部
- 関東大学サッカーリーグ2部優勝：1回 （2006年）

鹿島アントラーズ
- Jリーグ：1回（2009年）
- 天皇杯：1回（2010年）
- FUJI XEROX SUPER CUP：2回（2009年、2010年）
- スルガ銀行チャンピオンシップ：1回（2013年）

## 指導歴
- 2020年 - ギラヴァンツ北九州
  - 2020年 - 2021年1月 スクールコーチ
  - 2021年1月 - 2022年2月 U-14 監督
  - 2022年2月 - U-18 コーチ